# Zbójnicki Stół

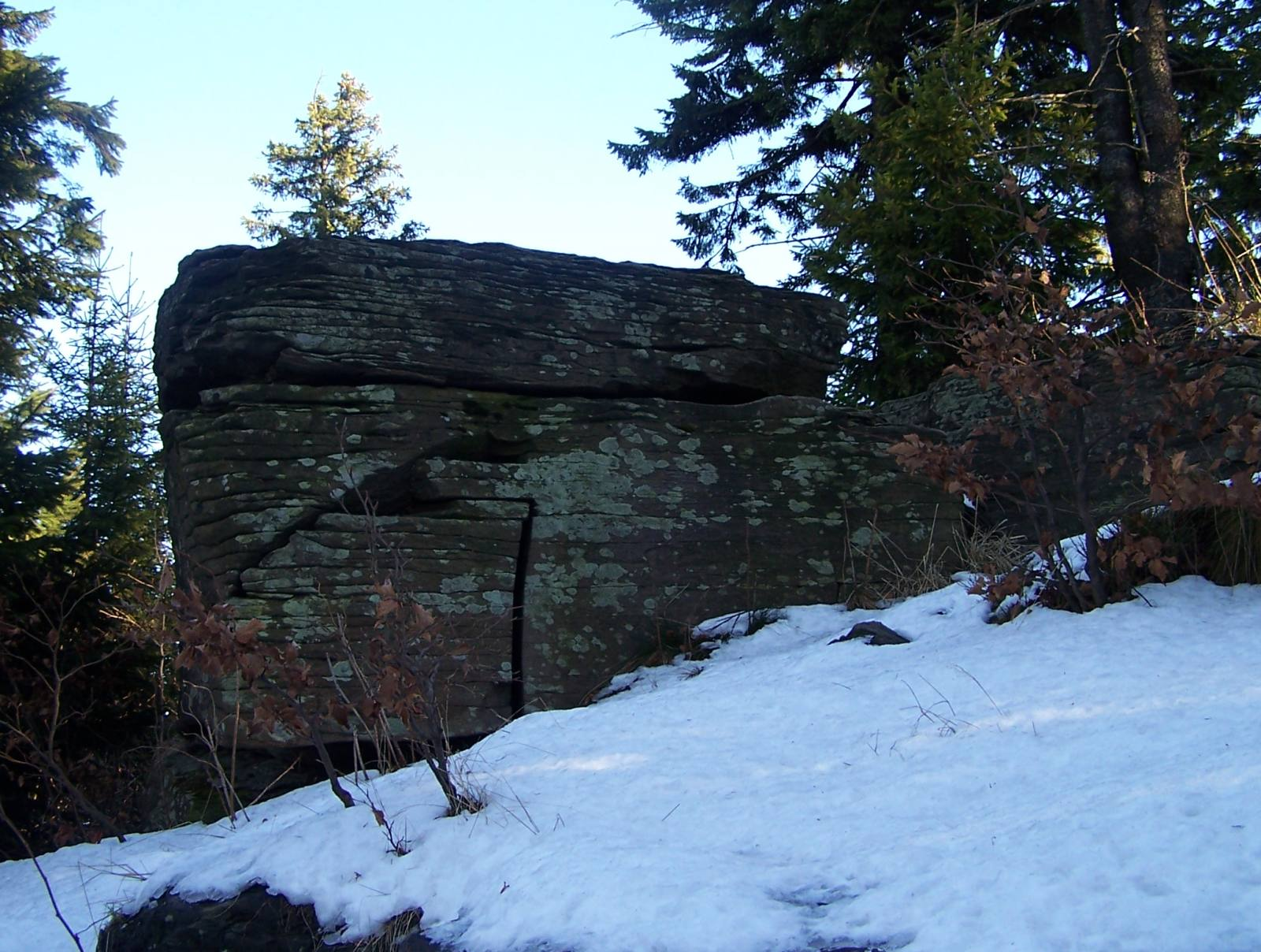
Zbójnicki Stół

Zbójnicki Stół – skałka na Mogielicy w Beskidzie Wyspowym. Znajduje się na jej północnej grani, opadającej do Przełęczy Rydza-Śmigłego, na odcinku pomiędzy polaną Wyśnikówka a szczytem Mogielicy, bliżej szczytu. Jest to zbudowana z piaskowców niewielka ambona skalna, znajdująca się tuż przy szlaku turystycznym. Jej nazwa pochodzi od kształtu, oraz legendy, według której na głazie tym zbójnicy liczyli zrabowane pieniądze, które później ukryli w jaskini Marszałkowa Studnia na polanie Poręba, a na kociołku z pieniędzmi położyli dwie strzelby. Mogielica w istocie miała swoją zbójnicką przeszłość. M.in. przez jakiś czas ukrywał się na niej słynny w Beskidach zbójnik Józef Baczyński.
Zbójnicki Stół znajduje się w granicach wsi Chyszówki w województwie małopolskim, w powiecie limanowskim, w gminie Dobra

## Szlaki turystyczne
Przełęcz Rydza Śmigłego – Mocurka – Wyśnikówka – Mogielica